# Campeonato Mundial de Ciclismo en Ruta de 2008
El LXXV Campeonato Mundial de Ciclismo en Ruta se realizó en la ciudad de Varese (Italia) entre el 23 y el 28 de septiembre de 2008, bajo la organización de la Unión Ciclista Internacional (UCI) y la Federación Ciclista Italiana. 
El campeonato constó de carreras en las especialidades de contrarreloj y de ruta, en las divisiones élite masculino, élite femenino y masculino sub-23; en total se otorgaron seis títulos de campeón.

## Calendario
| Día   | Hora*       | Evento                | Distancia |
| ----- | ----------- | --------------------- | --------- |
| 22.09 | 21:00-22:15 | ceremonia de apertura | —         |
| 23.09 | 14:00-16:50 | Contrarreloj Sub-23   | 33,55 km  |
| 24.09 | 14:00-16:40 | Contrarreloj F        | 25,15 km  |
| 25.09 | 13:00-16:40 | Contrarreloj M        | 43,70 km  |
| 26.09 | 12:15-17:00 | Ruta Sub-23           | 173,35 km |
| 27.09 | 13:00-17:00 | Ruta F                | 138,80 km |
| 28.09 | 10:30-17:15 | Ruta M                | 260,25 km |

- (*) – Hora local de Italia (UTC+2, CEST)

## Países participantes
Participarán un total de  ciclistas ( hombres élite,  hombres sub-23 y  mujeres) de 59 federaciones nacionales afiliadas a la UCI.
| África (CAC)                                    | América (COPACI) | Asia (ACYC) | Europa (UEC) | Oceanía (OCF)                            |
| ----------------------------------------------- | --- | --- | --- | ---------------------------------------- |
| Argelia (0+4/-) Sudáfrica (8+7/7) Túnez (0+1/-) | Argentina (2+5/-) · Brasil (0+4/4) · Canadá (5+8/6) · Colombia (6+7/-) · Costa Rica (1+3/-) · Ecuador (0+2/-) · El Salvador (0+1/-) · Estados Unidos (7+7/10) · México (1+0/3) · San Cristóbal y Nieves (-/1) · Venezuela (6+5/3) | Japón (3+/3) · Kazajistán (6+5/2) · Kirguistán (1+0/-) · Malasia (0+5/-) · Mongolia (-/1) · Uzbekistán (0+5/-) | Albania (0+6/-) · Alemania (14+12/11) · Austria (6+8/3) · Bélgica (14+8/5) · Bielorrusia (4+2/6) · Bulgaria (5+1/-) · Croacia (5+7/-) · Dinamarca (10+11/3) · Eslovaquia (7+2/2) · Eslovenia (10+8/3) · España (16+7/9) · Estonia (5+4/2) · Finlandia (5+0/-) · Francia (14+11/8) · Grecia (-/1) · Hungría (6+2/1) · Irlanda (5+3/4) · Italia (16+11/14) · Letonia (4+6/-) · Lituania (1+7/13) · Luxemburgo (9+2/2) · Macedonia del Norte (0+1/-) · Moldavia (1+3/-) · Noruega (5+7/6) · Países Bajos (14+8/13) · Polonia (10+10/9) · Portugal (9+10/-) · Reino Unido (9+8/7) · República Checa (5+0/4) · Rumania (2+3/-) · Rusia (15+12/11) · Serbia (5+5/-) · Suecia (5+3/8) · Suiza (13+9/8) · Ucrania (11+8/5) | Australia (14+5/9) Nueva Zelanda (6+5/4) |

## Resultados

### Masculino
- Contrarreloj

| Puesto | Ciclista        | País           | Tiempo   |
| ------ | --------------- | -------------- | -------- |
| Oro    | Bert Grabsch    | Alemania       | 52:01,60 |
| Plata  | Svein Tuft      | Canadá         | 52:44,39 |
| Bronce | David Zabriskie | Estados Unidos | 52:53,87 |

- Ruta

| Puesto | Ciclista          | País      | Tiempo  |
| ------ | ----------------- | --------- | ------- |
| Oro    | Alessandro Ballan | Italia    | 6:37:30 |
| Plata  | Damiano Cunego    | Italia    | 6:37:33 |
| Bronce | Matti Breschel    | Dinamarca | 6:37:33 |

### Femenino
- Contrarreloj

| Puesto | Ciclista          | País           | Tiempo   |
| ------ | ----------------- | -------------- | -------- |
| Oro    | Amber Neben       | Estados Unidos | 33:51,35 |
| Plata  | Christiane Soeder | Austria        | 33:58,91 |
| Bronce | Judith Arndt      | Alemania       | 34:13,12 |

- Ruta

| Puesto | Ciclista     | País         | Tiempo  |
| ------ | ------------ | ------------ | ------- |
| Oro    | Nicole Cooke | Reino Unido  | 3:42:11 |
| Plata  | Marianne Vos | Países Bajos | 3:42:11 |
| Bronce | Judith Arndt | Alemania     | 3:42:11 |

### Sub-23
- Contrarreloj

| Puesto | Ciclista        | País      | Tiempo   |
| ------ | --------------- | --------- | -------- |
| Oro    | Adriano Malori  | Italia    | 41:35,98 |
| Plata  | Patrick Gretsch | Alemania  | 42:25,65 |
| Bronce | Cameron Meyer   | Australia | 42:40,34 |

- Ruta

| Puesto | Ciclista       | País     | Tiempo  |
| ------ | -------------- | -------- | ------- |
| Oro    | Fabio Duarte   | Colombia | 4:17:02 |
| Plata  | Simone Ponzi   | Italia   | 4:17:02 |
| Bronce | John Degenkolb | Alemania | 4:17:02 |

## Medallero

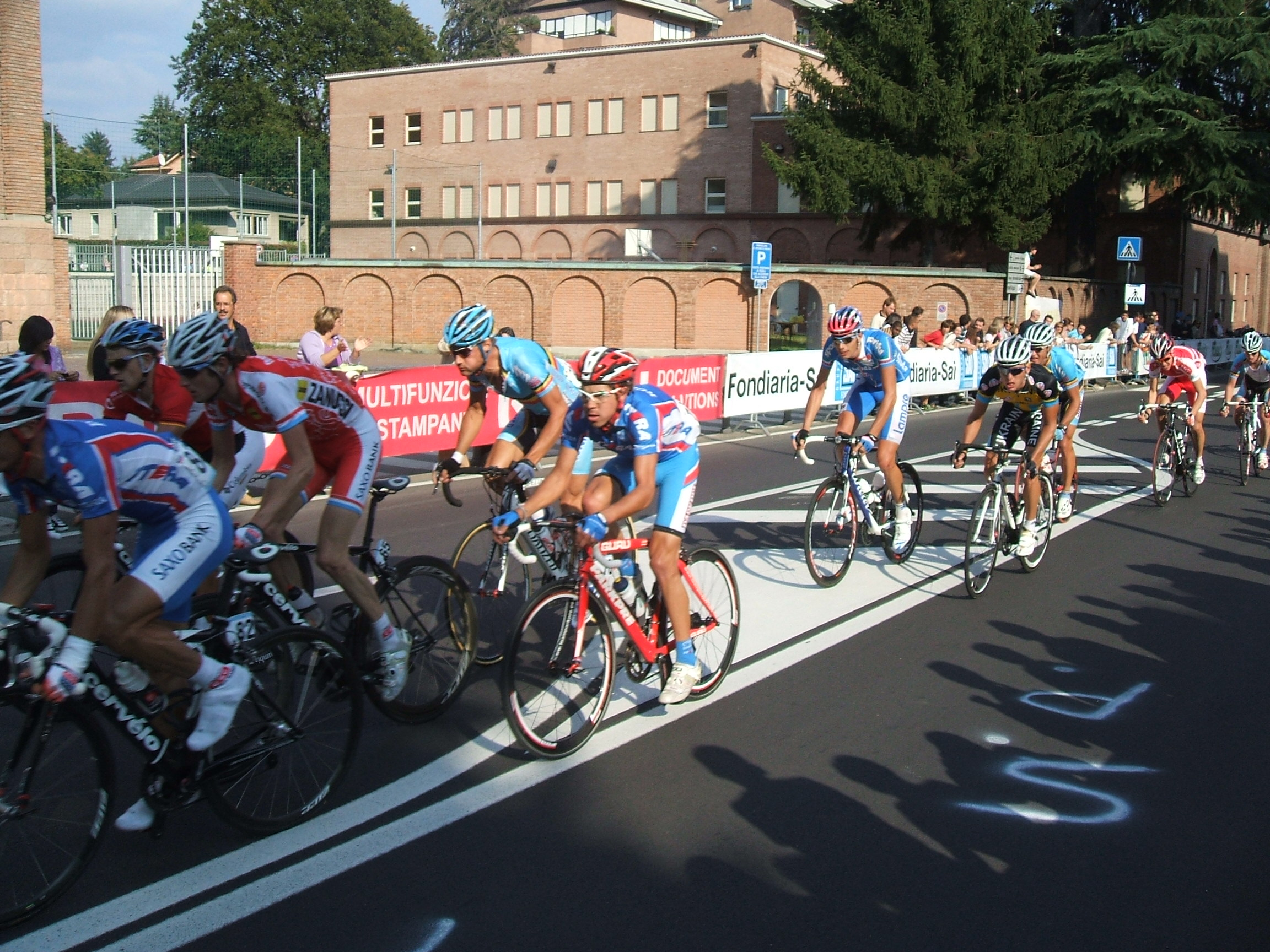
El pelotón en el mundial 2008

| Núm. | País           | Oro | Plata | Bronce | Total |
| ---- | -------------- | --- | ----- | ------ | ----- |
| 1    | Italia         | 2   | 2     | 0      | 4     |
| 2    | Alemania       | 1   | 1     | 3      | 5     |
| 3    | Estados Unidos | 1   | 0     | 1      | 2     |
| 4    | Colombia       | 1   | 0     | 0      | 1     |
| -    | Reino Unido    | 1   | 0     | 0      | 1     |
| 6    | Austria        | 0   | 1     | 0      | 1     |
| -    | Canadá         | 0   | 1     | 0      | 1     |
| -    | Países Bajos   | 0   | 1     | 0      | 1     |
| 9    | Australia      | 0   | 0     | 1      | 1     |
| -    | Dinamarca      | 0   | 0     | 1      | 1     |
|      | TOTAL          | 6   | 6     | 6      | 18    |